# Национален художествен музей на Азербайджан
Националният художествен музей на Азербайджан (на азербайджански: Azərbaycan Milli İncəsənət Muzeyi) е най-големият музей на изкуствата в страната.
Основан е в Баку през 1936 г. Наименуван е през 1943 г. на Рустам Мустафаев – виден азербайджански сценограф и художник. Музеят се състои от 2 сгради от 19 век, разположени една до друга. 

## История
През 1936 г. Съветът на народните комисари на Азербайджанската ССР решава да отдели художествения отдел от Азербайджанския държавен музей и да го организира като самостоятелен музей. Първите експонати са предоставени в резултат от експедиции, а други експонати са закупени. Церемонията по откриването на първата изложба на музея е организирана през 1937 г., а през 1951 г. музеят се премества в бароковото имение De Bour, построено в края на 19 век.
През юли 1993 г. различни произведения на изкуството са откраднати от музея и по-късно са върнати.
През 2006 г. сградата е основно реконструирана и през 2009 г. е открита нова изложба. През 2011 г. музеят е обявен първо за национален, а след това и за европейски музеен стандарт (EUMS), отговарящ на международните стандарти и критерии, подходящи за музей и предполагащ високо качество на музейните услуги и професионален опит. През май 2022 г., на Международния ден на музеите, Музеят проведе мултимедийна Нощ на музеите като част от стратегическо партньорство с ООН за насърчаване на устойчивото развитие.
В библиотеката на музея има около 9000 научни книги и монографии, каталози, албуми и друга професионална литература. Има и колекция от стари издания с редки книги.
Музейната колекция включва над 15 000 произведения на изкуството, от които над 3000 предмета са част от постоянната експозиция, изложена в 60 стаи, а около 12 000 обекта се съхраняват на склад. Музеят периодично променя експонатите, така че повече от тези произведения на изкуството да могат да бъдат показани временно.
Експонатите, запазени в колекцията на Националния художествен музей Азербайджан, включват антични произведения на изкуството, които датират от 4 век пр. н. е. Керамични купи, украсени с архаични орнаменти, открити в Нахичеван, Мингечевир, Фюзули и Ханлар (сега Гой-гол); декоративни лампи и остъклени плочки от периода Велики Селджук; части от фризовете от замъка Байил от 13 век; сандъци от 14 – 18 век, открити в Абшерон и Шамахи; изящни ръкописи за Корана и книги от 16-ти век за астрологията; оригинални миниатюри от Табриз от 17 – 18 век в темпера, златна вода и акварел; произведения на прочутите художници Мир Мохсун Навваб, Мирза Кадим Иревани, Уста Камбар Карабаги, на първите професионални художници в Азербайджан и на съвременници. В музея се съхраняват художествени метални изделия от 16 – 17 век и образци на оригинални тъкани, шевици, национални носии и килими и бижута от 18 – 20 век. Освен това музеят разполага с образци на скулптури, на изобразителното и графичното изкуство и други декоративно-приложни изкуства на Западна Европа (Франция, Германия, Австрия, Италия, Гърция, Фландрия, Дания, Испания), Изтока (Иран, Турция, Япония, Китай, Индия, Египет, Близкия изток) и Русия.
Наред с килимите, тук са изложени и други видове азербайджанско декоративно-приложно изкуство, като различни техники на бродерия, художествена обработка на метали, художествени тъкани, дърворезба, изработка на бижута и др. Бродерията със златни нишки тип „гулабатин“ е широко разпространена в цял Азербайджан.

## Колекция
Седем от стаите в първата сграда представят западноевропейско изкуство, а десет стаи – руско изкуство. Европейското изкуство включва произведения на италиански (Герчино, Леандро Басано, Франческо Солимена, Лоренцо Бартолини), френски (Жул Дюпре, Гаспар Дюге, Паскал Данян-Бувере, Жан-Жозеф Бенжамен-Констан), холандски/фламандски (Франс Халс, Михиел Янс ван Миревелт, Адриан Броувер, Адриан ван Остаде, Юстус Сустерманс, Питер Клаес), немски (Йохан Хайнрих Роос, Фридрих Аугуст фон Каулбах) и полски (Ян Стика) художници.
Втората сграда, построена през 1885 г., съхранява източното изкуство, представено най-вече от персийското, турското, китайското и японското изкуство. Руското изкуство включва от картини на Карл Брюлов, Алексей Венецианов, Василий Верешчагин, Исак Левитан, Владимир Маковски, Валентин Серов, Владимир Боровиковски, Василий Тропинин, Константин Коровин и Иван Шишкин. Има и реставрирани образци на руския авангард.
Сред представените азербайджански творци са художниците Мир Мохсун Навваб, Бахруз Кангърли, Таир Салахов, Азим Азимзаде, Салам Саламзаде, Видади Нариманбеков, Микаил Абдуллаев, Тогрул Нариманбеков и скулпторът Омар Елдъров. Творбите на Сатар Бахлулзаде запълват една цяла стая.
Музеят притежава и стативни и книжни миниатюри от 17 – 19 век, лакирани миниатюри от 18 – 19 век и колекция от лъжици за шербет, изработени от черничево дърво.
Първите произведения са получени от Санкт Петербург, Москва и частни колекции. По-късно музейните експозиции са излагани в Канада (1966), Куба (1967), Сирия (1968), Франция (1969), бивша Чехословакия, Алжир (две през 1970), Ирак (1971) и др.

## Галерия
- Владимирска Богородица, края на 16 век
- Богородица от Казан, края на 17 век
- Бернардино Луини – Света Екатерина, 16 век
- Андреа дел Сарто – Мадоната на харпиите, 1517 –1519
- Бартоломео Скедони – Йоан Кръстител, 17 век
- Франческо Солимена – Борей, отвличащ Орейтия, дъщеря на Ерехтей, 1729 г.
- Герчино – Спящият Ендимион, 17 век
- Леандро Басано – Портрет на стара жена
- Балтазар Бешей – Венера и Адонис
- Питер Клас – Натюрморт
- Юстъс Състърманс – Портрет на Ф. Медичи, 17 век
- Михиел Янс ван Миревелт – Портрет на херцога на Валенщайн, 17 век
- Франс Халс – Портрет на мъж
- Жан-Жозеф Бенжамен-Констан – Портрет на императрица Александра Фьодоровна, 19 век
- Фридрих Август фон Каулбах – Портрет на великата княгиня Елисавета Фьодоровна, 19 век
- Жан-Батист Грьоз – Портрет на млада жена, 18 век
- Едуар Жозеф д'Алтон – Портрет на жена, 19 век
- Луи Херсан – Петър I от Русия и Луи XV от Франция
- Шарл Льобрюн – Прогонването на Илиадор
- Адриан Брауер – Сцена при хирург, 17 век
- Йохан Хайнрих Рус – Стадо, 1676 г.
- Луи Виктор Вателин – Пейзаж, 1873 г.
- Гаспар Дюге – Пейзаж
- Иван Айвазовски – Пътят в гората, 1857 г.
- Иван Шишкин – Пътят в гората
- Жан-Оноре Фрагонар – Пасторала
- Василий Пукирев – Прекъсната сватба
- Уста Гамбар Карабахи – Дървото на живота
- Мирза Кадим Иревани – Портрет на седяща жена, 1870 г.